# Oostenrijk op het Eurovisiesongfestival 1981
Oostenrijk nam deel aan het  Eurovisiesongfestival 1981, gehouden  in Dublin, Ierland. Het was de 20ste deelname van het land aan het festival.

## Selectieprocedure
De Oostenrijkse omroep koos ervoor om dit jaar opnieuw een interne selectie te organiseren om hun kandidaat aan te duiden voor het festival.
Voor het uiteindelijke lied werd er wel een finale georganiseerd.
Daarin bracht Marty Brem 3 liedjes en de televoters konden beslissen welk lied won.

## In Dublin
Op het festival in Dublin moest Oostenrijk aantreden als 1ste, voor Turkije. Na het afsluiten van de stemmen bleek dat Oostenrijk op een 17de plaats was geëindigd met 20 punten.
Van Nederland en België kreeg het geen punten.

### Gekregen punten

#### Finale
| 12 punten   | 10 punten | 8 punten | 7 punten | 6 punten           |
| ----------- | --------- | -------- | -------- | ------------------ |
|             |           |          |          | - Spanje - Turkije |
| 5 punten    | 4 punten  | 3 punten | 2 punten | 1 punt             |
| - Frankrijk |           |          | - Zweden | - Denemarken       |

### Punten gegeven door Oostenrijk

#### Finale
Punten gegeven in de finale:
| 12 punten | Frankrijk           |
| 10 punten | Luxemburg           |
| 8 punten  | Israël              |
| 7 punten  | Ierland             |
| 6 punten  | Griekenland         |
| 5 punten  | Duitsland           |
| 4 punten  | Verenigd Koninkrijk |
| 3 punten  | Nederland           |
| 2 punten  | Zwitserland         |
| 1 punt    | België              |

1957 · 1958 · 1959 · 1960 · 1961 · 1962 · 1963 · 1964 · 1965 · 1966 · 1967 · 1968 · 1969-1970 · 1971 · 1972 · 1973-1975 · 1976 · 1977 · 1978 · 1979 · 1980 · 1981 · 1982 · 1983 · 1984 · 1985 · 1986 · 1987 · 1988 · 1989 · 1990 · 1991 · 1992 · 1993 · 1994 · 1995 · 1996 · 1997 · 1998 · 1999 · 2000 · 2001 · 2002 · 2003 · 2004 · 2005 · 2006 · 2007 · 2008-2010 · 2011 · 2012 · 2013 · 2014 · 2015 · 2016 · 2017 · 2018 · 2019 · 2020 · 2021 · 2022 · 2023 · 2024 · 2025